# The Greatest Songs Ever Written (By Us!)
The Greatest Songs Ever Written (By Us!) é um álbum dos melhores êxitos da banda norte-americana de punk rock NOFX, lançado a 9 de Novembro de 2004.

## Faixas
Todas as faixas por Fat Mike.
1. "Dinosaurs Will Die"
2. "Linoleum"
3. "Bob"
4. "The Separation of Church And Skate"
5. "Murder the Government"
6. "Bleeding Heart Disease"
7. "Bottles To The Ground"
8. "180 Degrees"
9. "Party Enema"
10. "What's The Matter With Kids Today"
11. "Reeko"
12. "Stickin In My Eye"
13. "All Outta Angst"
14. "Leave It Alone"
15. "Green Corn"
16. "The Longest Line"
17. "Thank God It's Monday"
18. "The Idiots Are Taking Over"
19. "Don't Call Me White"
20. "Day To Daze"
21. "Soul Doubt"
22. "Philthy Phil Philanthropist"
23. "Shut Up Already"
24. "It's My Job To Keep Punk Rock Elite"
25. "Franco Un-American"
26. "Kill All The White Man"
27. "Wore Out The Soles Of My Party Boots"

## Paradas
| Paradas (2004)         | Melhor posição |
| ---------------------- | -------------- |
| Top Independent Albums | 24             |